# Евангелие от Марка
Евангелие от Марка (др.-греч. Ευαγγέλιον κατά Μάρκον, лат. Evangelium secundum Marcum) — вторая книга Нового Завета и второе из четырёх канонических Евангелий. Самое короткое из четырёх Евангелий. В Новом Завете следует после Евангелия от Матфея и перед Евангелиями от Луки и Иоанна.

## Содержание и композиция

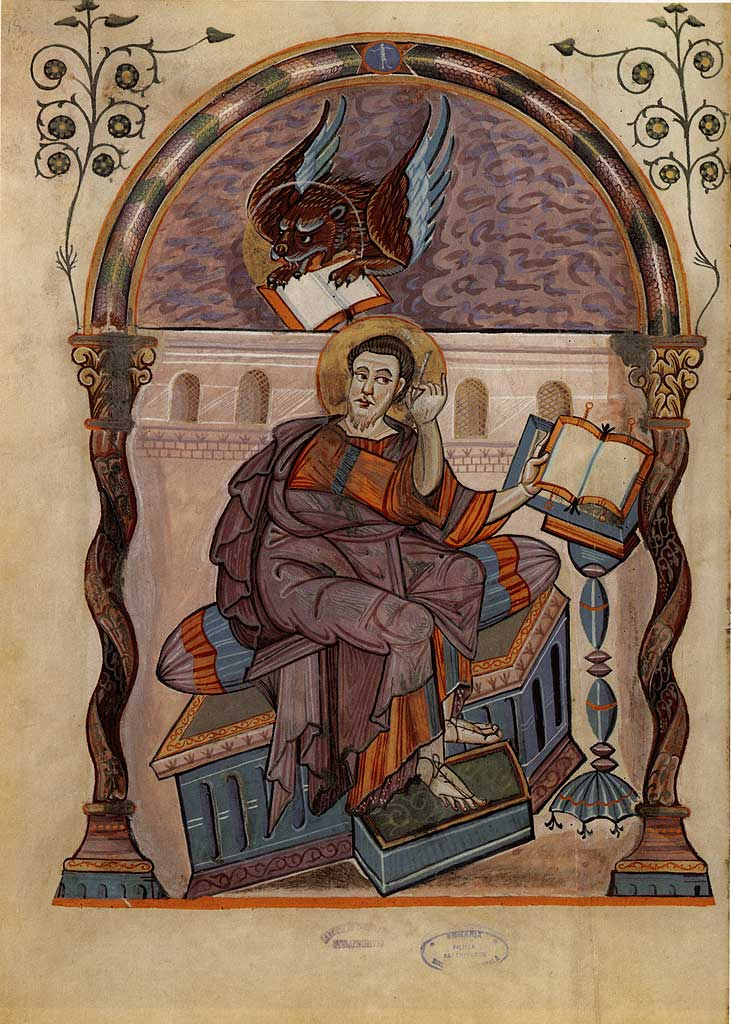
Евангелист Марк. Миниатюра из Лоршского Евангелия

Основная тема Евангелия — жизнь и проповедь Иисуса Христа, Сына Божия. Евангелие от Марка наиболее краткое среди четырёх Евангелий. По многим фрагментам оно пересекается с Евангелием от Матфея, однако излагает некоторые события из жизни Иисуса более кратко и в другом порядке. Обращено Евангелие к христианам из язычников — по сравнению с Евангелием от Матфея в тексте присутствуют объяснения иудейских обычаев и географии Палестины, а также намного более редки ссылки на Ветхий Завет. Митрополит Сурожский Антоний писал о нём:
Слог евангелиста Марка замечательно живой и выразительный. У него часто встречается выражение «тотчас» или «немедленно». Трудно допустить, чтобы можно было сочинить такой чистосердечный рассказ; он носит на себе печать правдивости, в чём всё больше и больше мы убеждаемся по мере изучения его.
Только в этом Евангелии приведён эпизод о неизвестном юноше, который в ночь взятия Христа воинами выбежал на улицу в одном одеяле, и когда один из воинов схватил его за одеяло, то, вырываясь из рук воина, он оставил одеяло в его руках, и убежал совершенно нагой (14:51, 52). По преданию, этот юноша и был сам евангелист Марк.
Начинается Евангелие с проповеди ближайшего предшественника (согласно Евангелиям) Иисуса Христа Иоанна Крестителя, особое внимание евангелист уделяет чудесам и проповедям Спасителя, рассказ о которых, по его замыслу, должен укрепить веру обращённых язычников. Значительное внимание уделено последним неделям жизни Христа (главы 11—16, то есть почти половина книги). Стиль книги — живой и динамичный.
Греческий язык Евангелия от Марка — не литературный, а скорее разговорный, в нём присутствуют семитское влияние и отдельные латинизмы.
Только в Евангелии от Марка упоминаются два чуда, совершённые Христом — исцеление глухого косноязычного (7:31—37) и исцеление слепого в Вифсаиде (8:22—26); а также две притчи — о посеве и всходах (4:26) и об ожидании хозяина дома (13:34).
- Проповедь Иоанна Крестителя и Крещение им Христа (1:1—13)
- Начало служения Христа в Галилее и призвание первых учеников (1:14—20)
- Исцеления, изгнания бесов и проповедь в Кфар-Нахуме (Капернауме) и по всему Галилю (1:21 — 3:12)
- Избрание 12 апостолов и наставления им на проповедь (3:13—19)
- Чудеса и притчи Христа. Проповедь в Галиле и окрестных землях (3:20 — 6:13)
- Смерть Иоанна Крестителя (6:14—29)
- Новые притчи и чудеса (6:30 — 8:38)
- Преображение Господне (9:1—13)
- Иисус идёт из Галилеи в Иудею. Притчи и чудеса (9:14 — 10:52), исцеление иерихонского слепца (10:46—52)
- Вход Господень в Иерусалим (11:1—11)
- Проповедь в Иерусалиме (11:12 — 12:44)
- Предсказания Иисуса о разрушении Иерусалима и конце света (глава 13)
- Помазание Иисуса миром (14:1—9)
- Тайная вечеря (14:12—31)
- Гефсиманское борение, арест и суд (14:32—72)
- Христос перед Пилатом (15:1—20)
- Распятие и погребение (15:21—47)
- Явления воскресшего Христа (16:1—20)

## Авторство

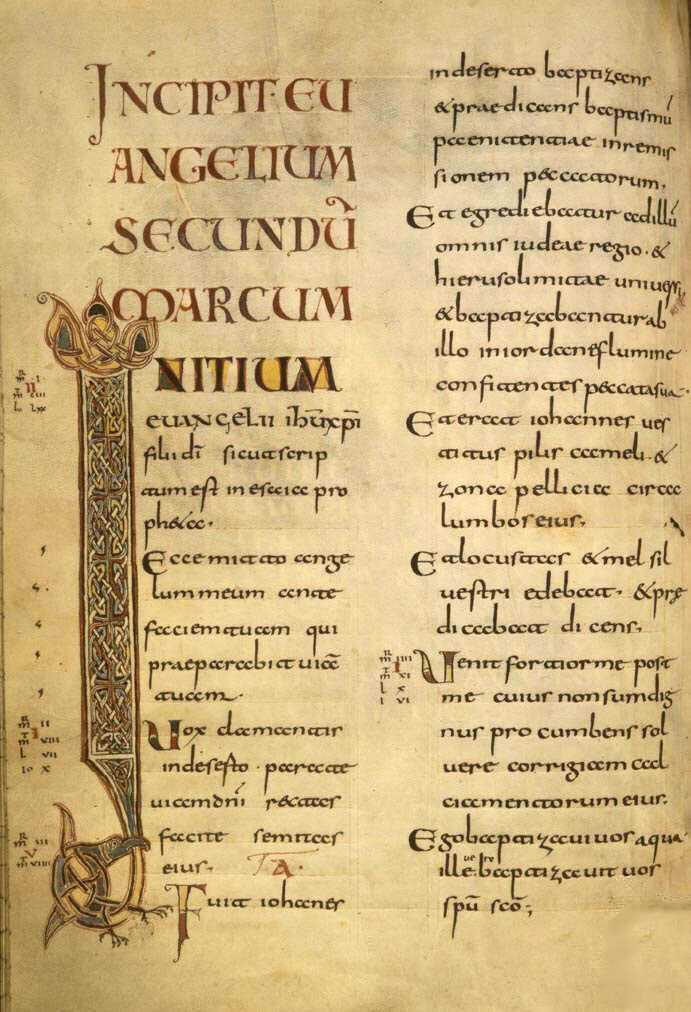
Первая страница Евангелия от Марка в рукописном Евангелии IX века из аббатства Шуттерн (Германия)

В самом тексте Евангелия каких-либо указаний на личность автора не содержится, однако древнее церковное предание считает таковым Иоанна Марка, апостола из числа 70, ученика апостола Петра (в Первом послании апостол Пётр называет Марка сыном своим — указание на то, что он был обращён самим Петром). Апостол Марк фигурирует в Деяниях апостолов. С раннехристианских времён в Церкви считалось, что главным источником Евангелия были воспоминания апостола Петра, Марка называли его истолкователем. Папий Иерапольский, живший в начале II века, по свидетельству церковного историка IV века Евсевия Кесарийского, сообщал следующее:
Марк, истолкователь апостола Петра, записал слова и деяния Иисусовы с точностью, но не по порядку.Евсевий Кесарийский, «Церковная история»
Об авторстве Марка и тесном влиянии на него рассказов Петра писали Климент Александрийский, Ириней, Ориген, Тертуллиан и многие другие раннехристианские деятели.

## Время и место создания
Время создания достоверно установить невозможно. Сторонники традиционной точки зрения вслед за Августином полагают, что Евангелие от Марка создано вторым после Евангелия от Матфея. Некоторые же современные исследователи считают, что Евангелие от Марка создано первым. По этому вопросу «первые обоснованные гипотезы стали появляться лишь во 2-й пол. XVIII в.». Большинство исследователей сходится в том, что оно написано раньше Евангелий от Луки и Иоанна. Наиболее вероятное время создания книги — 60—70-е годы I века. По версии Евсевия Кесарийского, Евангелие написано в 43 году. Наиболее вероятное место создания Евангелия от Марка — Рим. В её пользу говорят свидетельства Папия Иерапольского, Климента и Иринея. В Евангелии от Марка присутствует ряд латинизмов (центурион, легион, динарий), отсутствующих в Евангелии от Матфея. По мнению св. Иоанна Златоуста, книга написана в Александрии.

## Подлинность
Против подлинности Евангелия не было серьёзных возражений, за исключением стихов 9—20 последней 16 главы (16:9—20), носящих, по мнению большинства критиков, печать позднейшего происхождения (конца II века). По свидетельству Евсевия, Иеронима и других, Евангелие от Марка в их время заканчивалось словами: «потому что боялись», то есть 8 стихом главы. Заключительных стихов нет в синайском и ватиканском манускриптах.

## Современные исследования
Евангелие от Марка было предметом обширной экзегетической и критической литературы. Согласно гипотезе двух источников, Евангелие от Марка, наряду с источником Q, послужило основой для написания Евангелий от Матфея и Луки: «Исследователи новозаветных евангелий, отмечая сходство первых трёх, высказывают предположение, что Евангелие от Марка было самым ранним из них, а в евангелиях от Матфея и Луки был использован кроме Марка ещё какой-то источник, представляющий собой не связный рассказ о жизни Иисуса, а собрание его речений».
По утверждению антиковеда Мортона Смита, из 10 главы Евангелия по указанию Климента Александрийского был изъят эпизод воскрешения Иисусом некоего юноши (в Евангелии от Иоанна он назван Лазарем). В обнаруженной Смитом рукописи, которую он назвал перепиской Климента с Феодором конца II века, цитируется этот фрагмент.

## Переводы
- Синодальный перевод
- Евангелие от Марка в переводе С. С. Аверинцева, Славянский библейский фонд, СПб., 1997